# Achalarus lyciades
Achalarus lyciades là một loài bướm ngày thuộc họ Hesperiidae.

## Miêu tả
Sải cánh dài 4,5-4,9 cm. Loài bướm đặc biệt này có hình dạng rất giống loài Epargyreus clarus nhưng nhỏ hơn và có vệt màu bạc khuếch tán dài hơn trên cánh.

## Phân bố
Loài này có thể gặp ở khắp miền đông Hoa Kỳ trong các khu rừng lấy gỗ, rụng lá hỗn hợp, và vùng đất cát.

## Vòng đời
Có 2 lứa mỗi năm từ giữa tháng 4 và tháng 9.
Ấu trùng ăn Tickseed và Fabaceae

## Hình ảnh

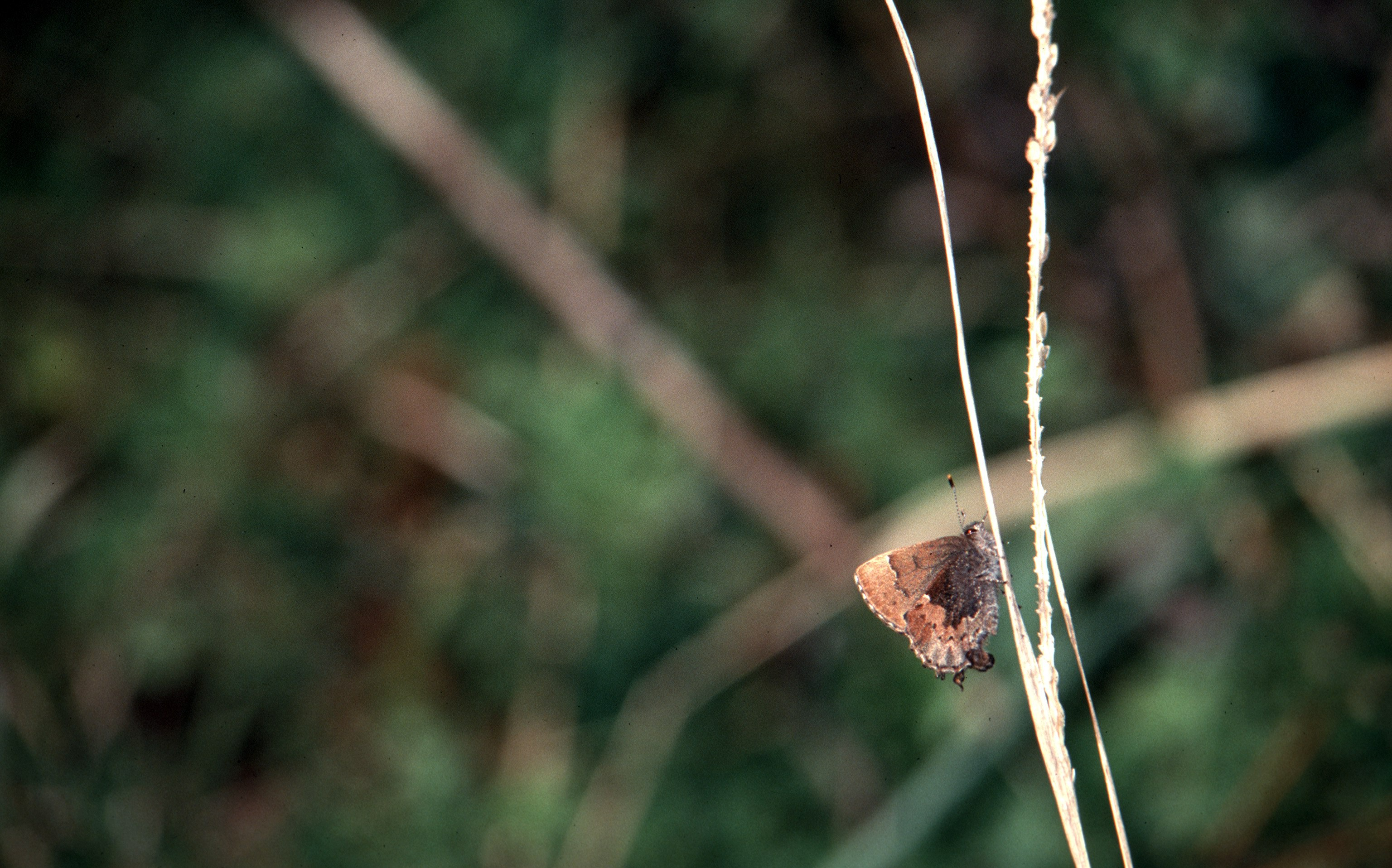
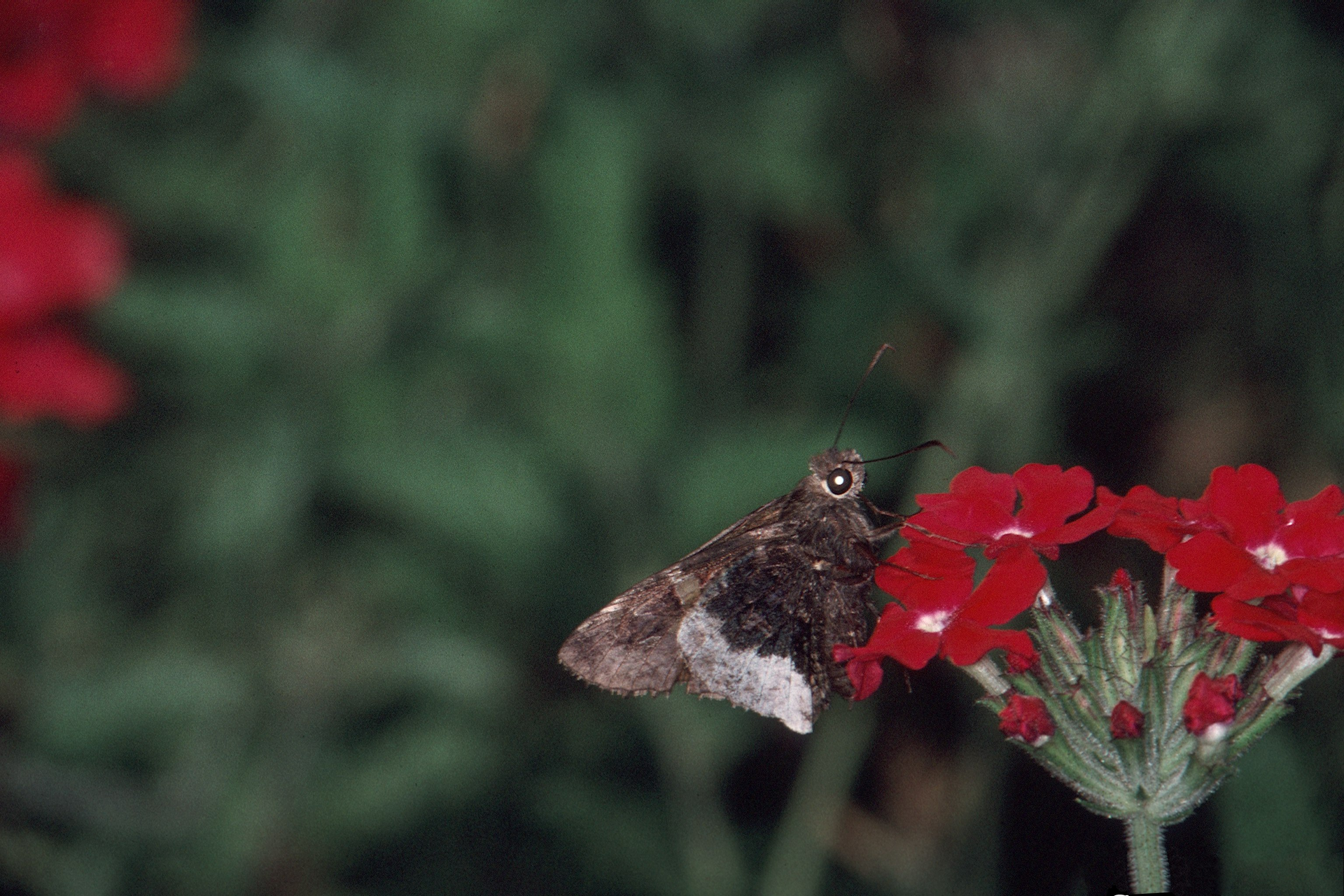
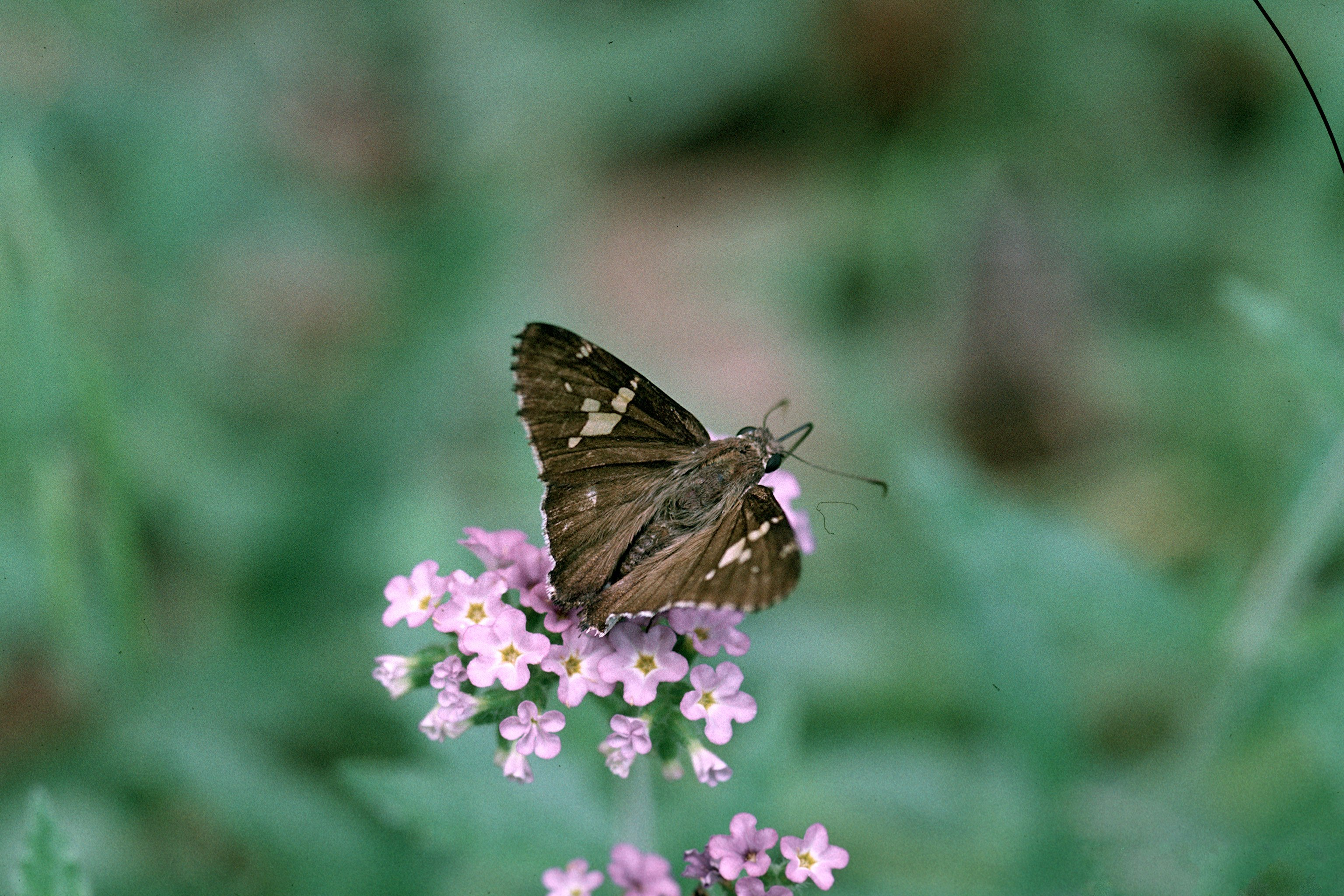